# 詹娜·里亞布采娃
詹娜·里亞布采娃（俄语：Жанна Анатольевна Рябцева；1977年12月8日—，生於斯维尔德洛夫斯克州），俄罗斯政治人物，第八届国家杜马議員。2001年至2014年間在Pnevmostroymashina工作，担任工程师，後來升任首席执行官。2014年擔任全俄人民阵线斯维尔德洛夫斯克州地区支部负责人。詹娜是斯维尔德洛夫斯克州公共商会成员。2021年9月起任第八届国家杜马議員。